# Jacques Saulnier
Jacques Saulnier (Parigi, 8 settembre 1928 – Parigi, 9 novembre 2014) è stato uno scenografo francese.

## Biografia
È stato collaboratore abituale del regista Alain Resnais, per il quale ha curato la fotografia di quasi ogni suo film a partire da L'anno scorso a Marienbad (L'année dernière à Marienbad) del 1961. Ha lavorato numerose volte con Henri Verneuil e Pierre Granier-Deferre.
Ha vinto tre volte il Premio César per la migliore scenografia (nel 1978 per Providence, nel 1985 per Un amore di Swann e nel 1994 per Smoking/No Smoking) ed è stato candidato in altre sette occasioni.

## Filmografia
- La liberté surveillée, regia di Henri Aisner e Vladimír Vlcek (1958)
- Gli amanti (Les Amants), regia di Louis Malle (1958)
- La sentence, regia di Jean Valère (1959)
- I cugini (Les Cousins), regia di Claude Chabrol (1959)
- A doppia mandata (À double tour), regia di Claude Chabrol (1959)
- Les scélérats, regia di Robert Hossein (1960)
- I giochi dell'amore (Les Jeux de l'amour), regia di Philippe de Broca (1960)
- Don Giovanni '62 (Le farceur), regia di Philippe de Broca (1961)
- La proie pour l'ombre, regia di Alexandre Astruc (1961)
- La morte saison des amours, regia di Pierre Kast (1961)
- L'anno scorso a Marienbad (L'année dernière à Marienbad), regia di Alain Resnais (1961)
- Uno sguardo dal ponte (Vu du pont), regia di Sidney Lumet (1962)
- La gamberge, regia di Norbert Carbonnaux (1962)
- L'educazione sentimentale (L'éducation sentimentale), regia di Alexandre Astruc (1962)
- Le petit garçon de l'ascenseur, regia di Pierre Granier-Deferre (1962)
- Landru, regia di Claude Chabrol (1963)
- Parigi proibita (Du mouron pour les petits oiseaux), regia di Marcel Carné (1963)
- Muriel, il tempo di un ritorno (Muriel ou Le temps d'un retour), regia di Alain Resnais (1963)
- La pappa reale (La Bonne Soupe), regia di Robert Thomas (1964)
- Les aventures de Salavin, regia di Pierre Granier-Deferre (1964)
- Le meravigliose avventure di Marco Polo (La fabuleuse aventure de Marco Polo), regia di Denys de La Patellière e Raoul Lévy (1965)
- Ciao Pussycat (What's New Pussycat), regia di Clive Donner (1965)
- Sotto il tallone (La métamorphose des cloportes), regia di Pierre Granier-Deferre (1965)
- L'armata sul sofà (La vie de château), regia di Jean-Paul Rappeneau (1966)
- La guerra è finita (La Guerre est finie), regia di Alain Resnais (1966)
- ...e il diavolo ha riso (Mademoiselle), regia di Tony Richardson (1966)
- Il ladro di Parigi (Le Voleur), regia di Louis Malle (1967)
- Tante Zita, regia di Robert Enrico (1968)
- Criminal Face - Storia di un criminale (Ho!), regia di Robert Enrico (1968)
- La prigioniera (La prisonnière), regia di Henri-Georges Clouzot (1968)
- Il clan dei siciliani (Le Clan des Siciliens), regia di Henri Verneuil (1969)
- Le cinéma de papa, regia di Claude Berri (1970)
- Il clan degli uomini violenti (La Horse), regia di Pierre Granier-Deferre (1970)
- Le Chat - L'implacabile uomo di Saint Germain (Le Chat), regia di Pierre Granier-Deferre (1971)
- L'evaso (La Veuve Couderc), regia di Pierre Granier-Deferre (1971)
- Gli scassinatori (Le Casse), regia di Henri Verneuil (1971)
- Un battito d'ali dopo la strage (Le Fils), regia di Pierre Granier-Deferre (1973)
- Il serpente (Le Serpent), regia di Henri Verneuil (1973)
- Noi due senza domani (Le Train), regia di Pierre Granier-Deferre (1973)
- Stavisky il grande truffatore (Stavisky...), regia di Alain Resnais (1974)
- Il braccio violento della legge 2 (French Connection II), regia di John Frankenheimer (1975)
- La trappola (La Cage), regia di Pierre Granier-Deferre (1975)
- Providence, regia di Alain Resnais (1977)
- Va voir maman, papa travaille, regia di François Leterrier (1978)
- West Indies, regia di Med Hondo (1979)
- I... come Icaro (I... comme Icare), regia di Henri Verneuil (1979)
- Mio zio d'America (Mon oncle d'Amérique), regia di Alain Resnais (1980)
- Chanel Solitaire, regia di George Kaczender (1981)
- Mille miliardi di dollari (Mille milliards de dollars), regia di Henri Verneuil (1982)
- La vita è un romanzo (La Vie est un roman), regia di Alain Resnais (1983)
- Un amore di Swann (Un amour de Swann), regia di Volker Schlöndorff (1984)
- L'oro dei legionari (Les Morfalous), regia di Henri Verneuil (1984)
- L'amour à mort, regia di Alain Resnais (1984)
- Le jumeau, regia di Yves Robert (1984)
- Mélo, regia di Alain Resnais (1986)
- L'iniziazione, regia di Gianfranco Mingozzi (1987)
- Voglio tornare a casa! (I Want to Go Home), regia di Alain Resnais (1989)
- L'Autrichienne, regia di Pierre Granier-Deferre (1990)
- La voix, regia di Pierre Granier-Deferre (1992)
- Archipel, regia di Pierre Granier-Deferre (1993)
- Smoking/No Smoking, regia di Alain Resnais (1993)
- Parole, parole, parole... (On connaît la chanson), regia di Alain Resnais (1997)
- Mai sulla bocca (Pas sur la bouche), regia di Alain Resnais (2003)
- Cuori (Coeurs), regia di Alain Resnais (2006)
- Gli amori folli (Les herbes folles), regia di Alain Resnais (2009)